# Frank Lieberam
Frank Lieberam (* 13. prosince 1962, Halberstadt) je bývalý německý fotbalista, obránce. Po skončení aktivní kariéry působil jako trenér.

## Fotbalová kariéra
Ve východoněmecké oberlize hrál za 1. FC Magdeburg, BSG Stahl Riesa a Dynamo Drážďany. Nastoupil ve 158 ligových utkáních a dal 10 gólů. V letech 1989 a 1990 získal s Dynamem Drážďany mistrovský titul a v roce 1990 východoněmecký fotbalový pohár. V Bundeslize nastoupil za Dynamo Drážďany v 5 utkáních. V Poháru mistrů evropských zemí nastoupil v 8 utkáních a dal 2 góly a v Poháru UEFA nastoupil v 11 utkáních a dal 1 gól. Za reprezentaci Východního Německa (NDR) nastoupil v roce 1989 v utkání proti Sovětskému svazu. Dále hrál v korejské lize za Ulsan Hyundai FC a kariéru končil v nižších německých soutěžích v týmech VfL Wolfsburg a 1. FC Magdeburg.

## Ligová bilance
| Ročník                | Zápasy | Góly | Klub             |
| --------------------- | ------ | ---- | ---------------- |
| DDR-Oberliga 1981/82  | 7      | 0    | 1. FC Magdeburg  |
| DDR-Oberliga 1982/83  | 4      | 1    | 1. FC Magdeburg  |
| DDR-Oberliga 1984/85  | 4      | 0    | 1. FC Magdeburg  |
| DDR-Oberliga 1985/86  | 25     | 3    | BSG Stahl Riesa  |
| DDR-Oberliga 1986/87  | 24     | 3    | Dynamo Drážďany  |
| DDR-Oberliga 1987/88  | 19     | 1    | Dynamo Drážďany  |
| DDR-Oberliga 1988/89  | 26     | 1    | Dynamo Drážďany  |
| DDR-Oberliga 1989/90  | 25     | 0    | Dynamo Drážďany  |
| DDR-Oberliga 1990/91  | 24     | 1    | Dynamo Drážďany  |
| Bundesliga 1991/92    | 5      | 0    | Dynamo Drážďany  |
| Korejská liga 1992    | 19     | 1    | Ulsan Hyundai FC |
| 2. bundesliga 1992/93 | 21     | 2    | VfL Wolfsburg    |
| 2. bundesliga 1993/94 | 37     | 2    | VfL Wolfsburg    |
| 2. bundesliga 1994/95 | 34     | 1    | VfL Wolfsburg    |
| 2. bundesliga 1995/96 | 19     | 0    | VfL Wolfsburg    |
| CELKEM DDR-Oberliga   | 105    | 3    |                  |
| CELKEM Bundesliga     | 5      | 0    |                  |